# Ahlener SV
Ahlener SV was een Duitse voetbalclub uit Ahlen, Noordrijn-Westfalen.

## Geschiedenis

### SuS 1905 Ahlen
In 1905 werd SuS 1905 Ahlen opgericht. De club sloot zich aan bij de West-Duitse voetbalbond en ging in de Westfaalse competitie spelen. Nadat de competitie in 1922 van tien naar zestien clubs uitgebreid werd promoveerde de club voor het eerst naar de hoogste klasse. Na twee middelmatige seizoenen werd de club twee keer laatste en degradeerde in 1926. Het volgende seizoen speelde de club de promotiefinale, maar verloor deze van SpVgg Herten. In 1930 werd de club groepswinnaar en promoveerde door competitieuitbreiding. Bij de terugkeer eindigde de club vijfde op tien clubs. Na een negende plaats in 1932 werd de club derde in 1933. Na dit seizoen werd de competitie grondig geherstructureerd in Duitsland. De West-Duitse bond werd ontbonden en de competities werden vervangen door de Gauliga. Voor de Gauliga Westfalen, die een groter gebied besloeg als de Westfaalse competitie, plaatsten zich slechts vier clubs, SuS was daar niet bij en ging van start in de tweede klasse. De club kon geen promotie afdwingen. 

### BV Westfalia 1906 Ahlen
De club werd opgericht in 1906. In 1922 speelde de club net als rivaal SuS voor het eerst in de hoogste klasse. Na een laatste plaats in het eerste seizoen eindige de club de volgende jaren in de lagere middenmoot. In 1927 werd de club derde in zijn groep, maar een jaar later volgde een degradatie. In 1930 werd de club slechts zesde maar promoveerde dankzij forse uitbreiding van de hoogste klasse. De club werd laatste in 1931 maar omdat er nog meer clubs promoveerden was er dat jaar geen degradatie. Het volgende seizoen werd de club zevende. In 1933 werd de club laatste en plaatste zich uiteraard niet voor de Gauliga. 

### Ahlener SV
De precieze datum dat SuS en Westfalia fuseerden tot SSV Westfalia is onbekend. Na de Tweede Wereldoorlog speelde de club tussen 1952 en 1954 in de Landesliga Westfalen (derde klasse). Op 8 juli 1970 fuseerde de club met Sportfreunde Wacker Ahlen en nam zo de naam Ahlener Sportvereinigung aan. In 1971 promoveerde de club naar de Landesliga en een jaar later naar de Verbandsliga. In 1976 werd de club vicekampioen achter SC Herford. In 1978 kwalificeerde de club zich voor de nieuwe Oberliga Westfalen, waar de club na een voorlaatste plaats, na één seizoen uit degradeerde. In 1983 degradeerde de club ook uit de Verbandsliga en eind jaren tachtig uit de Landesliga. Op 24 mei 1993 fuseerde de club met handbalclub HSG Ahlen tot Ahlener SG. 